# Сент Женевјев де Боа
Сент Женевјев де Боа (фр. Sainte-Geneviève-des-Bois, Essonne) град је у Француској, у департману Есон.
По подацима из 1999. године број становника у месту је био 32.125.

## Географија

### Клима
| Клима (Сент Женевјев де Боа) | Клима (Сент Женевјев де Боа) | Клима (Сент Женевјев де Боа) | Клима (Сент Женевјев де Боа) | Клима (Сент Женевјев де Боа) | Клима (Сент Женевјев де Боа) | Клима (Сент Женевјев де Боа) | Клима (Сент Женевјев де Боа) | Клима (Сент Женевјев де Боа) | Клима (Сент Женевјев де Боа) | Клима (Сент Женевјев де Боа) | Клима (Сент Женевјев де Боа) | Клима (Сент Женевјев де Боа) | Клима (Сент Женевјев де Боа) |
| Показатељ \ Месец            | .Јан.                        | .Феб.                        | .Мар.                        | .Апр.                        | .Мај.                        | .Јун.                        | .Јул.                        | .Авг.                        | .Сеп.                        | .Окт.                        | .Нов.                        | .Дец.                        | .Год.                        |
| ---------------------------- | ---------------------------- | ---------------------------- | ---------------------------- | ---------------------------- | ---------------------------- | ---------------------------- | ---------------------------- | ---------------------------- | ---------------------------- | ---------------------------- | ---------------------------- | ---------------------------- | ---------------------------- |
| Средњи максимум, °C (°F)     | 6,1 (43)                     | 7,6 (45,7)                   | 11,4 (52,5)                  | 14,6 (58,3)                  | 18,6 (65,5)                  | 21,8 (71,2)                  | 24,5 (76,1)                  | 24,2 (75,6)                  | 20,8 (69,4)                  | 15,8 (60,4)                  | 9,9 (49,8)                   | 6,8 (44,2)                   | 15,2 (59,4)                  |
| Просек, °C (°F)              | 3,4 (38,1)                   | 4,3 (39,7)                   | 7,1 (44,8)                   | 9,7 (49,5)                   | 13,4 (56,1)                  | 16,4 (61,5)                  | 18,8 (65,8)                  | 18,5 (65,3)                  | 15,6 (60,1)                  | 11,5 (52,7)                  | 6,7 (44,1)                   | 4,3 (39,7)                   | 10,8 (51,4)                  |
| Средњи минимум, °C (°F)      | 0,7 (33,3)                   | 1,0 (33,8)                   | 2,8 (37)                     | 4,8 (40,6)                   | 8,3 (46,9)                   | 11,1 (52)                    | 13,0 (55,4)                  | 12,8 (55)                    | 10,4 (50,7)                  | 7,2 (45)                     | 3,5 (38,3)                   | 1,7 (35,1)                   | 6,4 (43,5)                   |
| Количина падавина, mm (in)   | 47,6 (18,74)                 | 42,5 (16,73)                 | 44,4 (17,48)                 | 45,6 (17,95)                 | 53,7 (21,14)                 | 51,0 (20,08)                 | 52,2 (20,55)                 | 48,5 (19,09)                 | 55,6 (21,89)                 | 51,6 (20,31)                 | 54,1 (21,3)                  | 51,5 (20,28)                 | 598,3 (235,55)               |
| [ тражи се извор ]           |                              |                              |                              |                              |                              |                              |                              |                              |                              |                              |                              |                              |                              |

## Демографија
| 1962.  | 1968.  | 1975.  | 1982.  | 1990.  | 1999.  | 2011.  |
| ------ | ------ | ------ | ------ | ------ | ------ | ------ |
| 17.660 | 23.684 | 31.859 | 30.439 | 31.286 | 32.125 | 34.771 |

## Партнерски градови
- Обертсхаузен